# Abdelaziz Onkoud

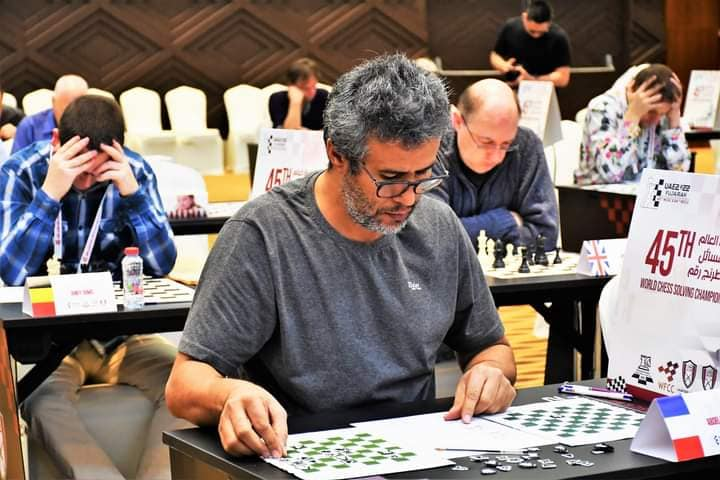
Abdelaziz Onkoud beim Weltkongress für Schachkomposition in Fudschaira 2022

Abdelaziz Onkoud (arabisch عبد العزيز عنقود; * 30. November 1972 in Azemmour) ist ein marokkanischer Schachspieler.

## Leben
Seit 2001 wohnt Abdelaziz Onkoud in Frankreich. Er ist Redakteur der seit April 2007 erscheinenden marokkanischen Problemschach-Zeitschrift Problemaz, die in französischer Sprache erscheint.

## Schachspieler
Seit April 2006 trägt er den Titel Internationaler Meister. Die Normen hierfür erzielte er zwischen 2002 und 2005 bei Turnieren in Frankreich, nämlich 2002 bei einem Turnier in Rosny-sous-Bois, 2003 bei zwei Turnieren des NAO Chess Club in Paris und 2005 bei einem Turnier in Malakoff. Seine Elo-Zahl beträgt 2311 (Stand: August 2022), seine bisher höchste Elo-Zahl lag bei 2427 im Juli 2006.
1992 wurde er marokkanischer Juniorenmeister, zwischen 1992 und 1996 gewann er fünfmal die marokkanische Studentenmeisterschaft. 1998 konnte er in Casablanca die marokkanische Einzelmeisterschaft gewinnen. Im selben Jahr wurde er bei der arabischen Einzelmeisterschaft Zweiter.
Zweimal nahm er mit der marokkanischen Nationalmannschaft an Schacholympiaden teil, 1996 und 2000. In Frankreich spielt er für den Verein Alekhine Noisy Le Grand.

## Schachkomposition
Onkoud trägt seit 2023 den Titel Großmeister für Schachkomposition. Er ist Autor von mehr als 1200 Schachkompositionen. Im Jahre 2000 belegte er im Turnier der Zeitschrift Suomen Tehtäveniekat mit einem Hilfsmattzweizüger den ersten Platz.
|   | a | b | c | d | e | f | g | h |   |
| 8 |   |   |   |   |   |   |   |   | 8 |
| 7 |   |   |   |   |   |   |   |   | 7 |
| 6 |   |   |   |   |   |   |   |   | 6 |
| 5 |   |   |   |   |   |   |   |   | 5 |
| 4 |   |   |   |   |   |   |   |   | 4 |
| 3 |   |   |   |   |   |   |   |   | 3 |
| 2 |   |   |   |   |   |   |   |   | 2 |
| 1 |   |   |   |   |   |   |   |   | 1 |
|   | a | b | c | d | e | f | g | h |   |

Lösung:

1. Tf1 b4+

2. Kc2 b3+

3. Kc3 b2

4. Lb1 a1D

5. Tf5 Ka4

6. Lc2+ Ka3

7. Ta5 matt
Seit 2011 ist er zusätzlich offizieller Schiedsrichter für Schachkompositionen für Zwei- und Dreizüger sowie Hilfsmattaufgaben. In der Weltrangliste für das Lösen von Schachaufgaben lag er mit Stand 1. Juli 2012 bei einer Elo-Zahl von 2376 auf dem 68. Platz. Seine höchste Elo-Zahl im Lösen war 2377.